# أوتشبلاغ (تشاراويماق)
أوتشبلاغ (بالفارسية: اوچبلاغ) هي منطقة سكنية تقع في Charuymaq-e Jonubesharqi Rural District في إيران. يقدر عدد سكانها بـ 29 نسمة .